# Irbajchan Bajbułatow
Irbajchan Adyłchanowicz Bajbułatow (ros. Ирбайхан Адылханович Байбулатов, ur. w marcu 1912 we wsi Osman-Jurt (obecnie w rejonie chasawiurckim w Dagestanie), zm. 26 października 1943 w Melitopolu) – radziecki wojskowy, starszy porucznik, uhonorowany pośmiertnie tytułem Bohatera Związku Radzieckiego (1943).

## Życiorys
Urodził się w czeczeńskiej rodzinie chłopskiej (w oficjalnych dokumentach błędnie wpisano jako narodowość kumycką). Uczył się w technikum pedagogicznym w Chasawiurcie, w 1938 ukończył szkołę pedagogiczną w Groznym. Pracował jako dyrektor szkoły podstawowej w rodzinnej wsi i kierownik sekcji niepełnej szkoły średniej. W czerwcu 1941 został powołany do Armii Czerwonej, w 1942 skończył szkołę piechoty w Bujnaksku, w 1943 przyjęto go do WKP(b). Od stycznia 1943 jako dowódca plutonu 690 pułku piechoty brał udział w walkach między Wołgą a Donem, niedługo potem został dowódcą kompanii. W walce o miejscowość Proletarskij wraz ze swoimi żołnierzami odparł 10 niemieckich kontrataków; został wówczas ciężko ranny. Po wyleczeniu brał udział w walkach na wschodniej Ukrainie, został dowódcą batalionu 690 pułku piechoty 126 Dywizji Piechoty 51 Armii 4 Frontu Ukraińskiego. Od 19 do 23 października 1943 jego batalion brał udział w walkach o Melitopol, zadając Niemcom duże straty. Bajbułatow zginął w walce 26 października. Został pochowany na wojskowym cmentarzu w Melitopolu. Był odznaczony Orderem Czerwonej Gwiazdy. 1 listopada 1943 pośmiertnie otrzymał tytuł Bohatera Związku Radzieckiego i Order Lenina.